# Black Knight (film)
Black Knight è un film del 2001 diretto da Gil Junger e interpretato da Martin Lawrence.
La pellicola fu distribuita nel novembre 2001, ed incassò oltre trenta milioni di dollari nel Nord America, a fronte però di un budget superiore; è stata girata in diverse località del Nord Carolina.

## Trama
Jamal Walker è un addetto alla manutenzione molto pigro e lazzarone che lavora in uno scadente parco a tema chiamato Medieval World, schiacciato dalla forte competizione di un altro parco a tema, Castle World. La vita di Jamal subisce una drastica svolta quando trova un medaglione d'oro nel fossato del parco. Nel tentativo di recuperarlo viene risucchiato in acqua e si ritrova nel passato, nell'Inghilterra del 1301. Grazie al suo stile di vita moderno ed innovativo finisce nelle grazie di re Leone, che lo crede un moro francese messaggero della Normandia. Si renderà conto ben presto della spietatezza del tiranno e di essere fuori luogo. Verrà coinvolto suo malgrado dalla bella servitrice del castello Victoria nei numerosi tentativi di spodestare il re da parte dei ribelli del popolo, stanchi dei soprusi del sovrano. Nella parte di cattivo della storia c'è Percival, guardia del corpo del re e capo dei soldati, che nutre subito grande antipatia per il nuovo arrivato, mentre ad aiutare l'eroe nella sua impresa è Sir Knolte di Marlborough, ex-cavaliere alcolizzato fedele alla vecchia regina.

## Personaggi
- Jamal Walker: oltre ad essere il protagonista del film è un addetto alla manutenzione in un parco a tema chiamato Medieval World. Jamal, convinto che il parco dove lavora andrà in rovina, decide di lasciare il parco, ma il suo datore di lavoro (la proprietaria del parco) gli ordina di lucidare gli elmetti e di pulire il fossato, e sarà proprio in quel luogo che troverà un medaglione d'oro che lo porterà improvvisamente nell'Inghilterra del 1328. Jamal credendo di essere ancora nel mondo moderno è convinto di trovarsi nel castello di "Castle World" (il parco rivale di Medieval World) e che il re Leone sia una persona normale che svolge compiti da direttore. Il re Leone credendo che Jamal sia un messaggero lo invita a restare al castello e riposarsi fino all'arrivo del duca (il promesso sposo della figlia del re). Jamal scopre che il re è un tiranno e che un gruppo di ribelli cercano di spodestarlo per salvare il popolo e far ritornare al trono la vecchia regina. Jamal deciderà dapprima di ritornare a casa e lasciare la battaglia ai ribelli, ma con i consigli di Knolte aiuterà i ribelli a sconfiggere il re e i suoi uomini. Alla fine del film Jamal si fidanzerà con Victoria e verrà nominato dalla regina "cavaliere nero".
- Victoria: Serva del re Leone, escogita un piano per sconfiggere il re insieme ai ribelli e a Knolte, e in seguito insieme all'aiuto di Jamal. Alla fine del film comparirà nel parco con il nome di Nicole e Jamal le chiederà il numero di telefono, ma non riesce a prenderlo perché finirà di nuovo nel fossato.
- Knolte di Marlborough: ex-cavaliere della regina, si riunisce ai ribelli per combattere contro il re Leone.
- Percival: capo delle guardie e guardia del corpo del re, cerca disperatamente di regnare sull'Inghilterra e di eliminare il re e i ribelli; perderà il posto di capo delle guardie sostituito da Jamal e verrà ucciso da una freccia scagliata da Knolte.
- Steve: compagno e collega di Jamal del parco Medieval World.
- Philip: servo del re , aiuta Jamal e i ribelli a sconfiggere il re.
- Re Leone: re usurpatore dell'Inghilterra, viene ucciso da Percival spingendolo in fondo al fossato.
- Principessa Regina: figlia del re, promessa sposa del duca di Normandia.

## Distribuzione
- 21 novembre 2001 in USA
- 17 luglio 2002 in Francia
- 8 agosto 2002 in Germania
- 23 agosto 2002 nel Regno Unito
- 13 settembre 2002 in Spagna
- 27 giugno 2003 in Italia